# 솔로몬 왕의 보물 (1979년 영화)
《솔로몬 왕의 보물》(King Solomon's Treasure)는 캐나다에서 제작된 알빈 라코프 감독의 1979년 영화이다. 존 콜리코스 등이 주연으로 출연하였다.

## 출연

### 주연
- 존 콜리코스
- 브릿 에클랜드
- 켄 갬푸
- 윌프리드 하이드 화이트
- 패트릭 맥니
- 데이비드 맥컬럼